# Plocaederus plicatus
Plocaederus plicatus là một loài bọ cánh cứng trong họ Cerambycidae.